# Lekanesphaera hoestlandti
Lekanesphaera hoestlandti är en kräftdjursart som först beskrevs av Daguerre de Hureaux, Elkaim och Lejuez 1965.  Lekanesphaera hoestlandti ingår i släktet Lekanesphaera och familjen klotkräftor. Inga underarter finns listade i Catalogue of Life.